# مطار هونغيوان
مطار هونغيوان (بالصينية: 紅原機場) (إياتا:  AHJ، إيكاو: ZUHY) مطار عام يقع بمدينة هونغيوان في سيشوان في الصين. يبلغ طول المدرج 3600 م. بدأ البناء في يوليو 2012، وافتتح المطار في 28 أغسطس 2014. يقع المطار على ارتفاع 3535 مترًا (11.598 قدمًا) فوق مستوى سطح البحر.

## شركات الطيران والوجهات
| شركـات طيـران | الوجهات                                       |
| ------------- | --------------------------------------------- |
| طيران الصين   | مطار تشنغدو شوانغليو الدولي، مطار لاسا الدولي |

## وصلات خارجية
- http://www.flightstats.com/go/Airport/airportDetails.do?airportCode=